# 醉翁亭记

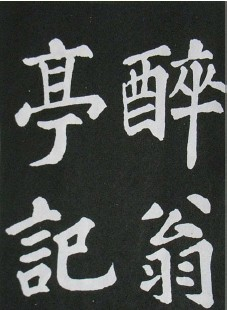
苏轼手书《醉翁亭记》

《醉翁亭记》是北宋文学家欧阳修作于宋仁宗庆历六年（1046年）的一篇记，收录于《欧阳文忠公集》。文章描述了欧阳修在滁州为官时修建的醉翁亭游玩一事，表达了作者对自然景物的游玩乐趣和滁州百姓平实生活的安然，文中的宴席是个局部重点描述。最后作者抒情与“醉翁之意不在酒，在乎山水之间也”的情怀，此句名言也在现今社会广泛流传和使用。醉翁亭记作为名篇，许多知名书法家也留下了书法墨迹。其中有苏轼及文徵明手书《醉翁亭记》。

## 扩展变化
“醉翁之意不在酒，在乎山水之间也”在现在使用语境也有所变化，原文中只是表达了作者借酒表达自然之美的情，并无褒贬之分，而现今多表达了目的不在表面做的事情，而在于更深层的意思。